# Horst Caspar
Horst Caspar, född 20 januari 1913 i Radegast i Kejsardömet Tyskland, död 27 december 1952 i Dahlem, var en tysk skådespelare.
Caspar blev främst känd för unga hjälteroller i klassiska pjäser. Han medverkade även som skådespelare i fyra långfilmer. Caspar hade delvis judiskt släktskap, vilket genom Nürnberglagarna vanligtvis skulle ha lett till att han som "mischling" förbjudits att arbeta som skådespelare, men tack vare beskydd från teaterledningar och att Joseph Goebbels personligen utfärdade undantag för vissa populära artister kunde han fortsätta verka under denna era.
Efter att ha tagit lektioner i teater av Ilka Grüning och Lucie Höflich blev han 1933 anställd vid Bochumer Stadttheater. Från 1938 verkade han vid Münchner Kammerspiele och 1940–1944 vid Schillertheater i Berlin. Under perioden spelade han i filmerna Friedrich Schiller (1940), där han gjorde titelrollen, samt propagandafilmen Brinnande hjärtan 1945 där han spelade en större roll som major von Gneisenau.
Från 1944 var han gift med skådespelaren Antje Weisgerber. Efter kriget fick han engagemang vid Düsseldorfer Schauspielhaus. 1950 gjorde han huvudrollen som reporter i Helmut Käutners thrillerfilm Våld i hemlighet. Han avled hastigt efter en stroke 1952.

## Filmografi
- 1940 – Friedrich Schiller - Der Triumph eines Genies
- 1945 – Brinnande hjärtan
- 1949 – Begegnung mit Werther
- 1950 – Våld i hemlighet